# Tzannis Tzannetakis
Tzannis Tzannetakis (en griego: Τζανής Τζαννετάκης, 13 de septiembre de 1927 – 1 de abril de 2010), fue brevemente primer ministro de Grecia durante la crisis política de 1989-1990.
Nació en la región de Laconia. Sirvió en la marina como oficial antes de resignar el 22 de abril de 1967 en protesta contra el golpe militar. Fue preso entre 1969 y 1971.
En 1974, con la restauración de la democracia, entró en el partido Nueva Democracia de Constantinos Karamanlís. Fue diputado de este partido en el parlamento y ocupó varios puestos de ministro antes de ser primer ministro.
| Predecesor: Andreas Papandreu | Primer ministro de Grecia 1989 | Sucesor: Ioannis Grivas |